# بی‌آردی (آلمان)
بی‌آردی (BRD)، مخفف غیررسمی برای جمهوری فدرال آلمان است که گاهی در زمینه علمی و به ویژه سیاسی، مشابه مخفف «آلمان شرقی» در دوره ۱۹۴۹ تا ۱۹۹۰ استفاده می‌شود. از سوی دیگر، اعلامیه‌های رسمی جمهوری فدرال آلمان از اوایل دهه ۱۹۷۰ حاوی این مخفف نبوده است.

## آغاز و کاربرد این اصطلاح

### مخفف در جمهوری فدرال آلمان
پس از تأسیس جمهوری فدرال آلمان، اختصار بی آر دی ابتدا در آنجا به روشی غیررسمی استفاده شد. در سال ۱۹۸۸، انجمن زبان آلمانی (GfdS) مقاله "مبانی قانون اساسی جمهوری فدرال آلمان" توسط ویلهلم گرو، که در آن زمان استاد حقوق عمومی و حقوق بین‌الملل در دانشگاه فرایبورگ بود، در حقوق آلمان یافت. مجله ۱۹۸۸ قدیمی‌ترین شواهد برای "FRG". 20 ژوئن 1949. تا حدی، مخفف بی آر دی قبلاً در دهه ۱۹۵۰ مورد استفاده قرار می‌گرفت.
فرهنگ لغت املا - از سال ۱۹۵۶ تا ۱۹۹۶ در آلمان غربی که برای املای رسمی آلمانی تعیین‌کننده بود - این اختصار را برای اولین بار در چاپ شانزدهم خود در سال ۱۹۶۷ معرفی کرد. نسخه در ژوئیه ۱۹۶۵، وزارت فدرال آن زمان برای مسائل تمام آلمانی تحت نظر اریش منده (FDP) «دستورالعمل‌هایی را برای تعیین آلمان تنظیم کرد.
بحث و جدل پیرامون این مخفف در اوایل دهه ۱۹۷۰ شروع شد، زمانی که استفاده از آن در برخی از ایالت‌های فدرال ممنوع شد، زیرا به دلیل استفاده مکرر از آن در جمهوری دموکراتیک آلمان به عنوان یک "اختراع کمونیستی " و "فرمول تحریک " طرد شد. با اجتناب از مخفف بی آر دی، طرف آلمان غربی می‌خواست خود را از زبان مورد استفاده در GDR متمایز کند و از قرار گرفتن ایالت‌های آلمان غربی و شرقی با اختصارات مشابه در یک سطح جلوگیری کند. علیرغم همه سست شدن روابط آلمان و آلمان، جمهوری فدرال همیشه خود را تنها کشور مشروع آلمان تحت قوانین بین‌المللی می‌دانست (عدم به رسمیت شناختن جمهوری دموکراتیک آلمان تحت قوانین بین‌المللی)، زیرا تنها دولت جمهوری فدرال آلمان از انتخابات دموکراتیک بیرون آمد. . آنها مدعی نامگذاری "آلمان" برای کل آلمان و در نتیجه برای خود شدند. استفاده مستمر از این اصطلاح به منظور حفظ وجود یک ملت آلمان - آلمان به عنوان یک کل - در آگاهی عمومی بود تا هدف ملی اتحاد مجدد را به خطر نیندازد. در ۳۱ ام در ۱ مه ۱۹۷۴، سران دولت‌های فدرال و ایالتی توصیه کردند "که نام کامل "جمهوری فدرال آلمان" باید در زبان رسمی استفاده شود.
از ژوئن ۱۹۷۴، کنفرانس وزرای آموزش و پرورش دیگر کتاب‌های درسی را با علامت اختصاری «بی آر دی» تصویب نکرد. در مقاله‌های برلین غربی، اگر موضوع آلمان در کلاس بررسی می‌شد، می‌توان این اختصار را به‌عنوان یک اشتباه مشخص کرد. از ۴ اکتبر ۱۹۷۶ بخشنامه ای از وزیر آموزش شلزویگ-هولشتاین (NBl. کیلومتر کلید -HS 274)، که اختصار بی آر دی را به عنوان "مطلوب" توضیح می‌دهد.
در سال ۱۹۷۷، GfdS این اختصار را در فهرست کلمات سال قرار داد.
آندریاس فون شولر، وزیر امور خارجه پارلمانی در وزارت کشور فدرال، در ۳۰ اعلام کرد. در ۱ نوامبر ۱۹۷۹، به بوندستاگ آلمان اطلاع داده شد که باید از استفاده از نام اختصاری «بی آر دی» خودداری شود. پس از آنکه وزارتخانه‌های آموزش و پرورش هر ایالت فدرال قبلاً در دهه ۱۹۷۰ اشاره کردند که نام کامل «جمهوری فدرال آلمان» باید در دروس مدرسه استفاده شود، کنفرانس وزیران آموزش و پرورش در ۲۰۲ امین خود جلسه عمومی ۱۲. فوریه ۱۹۸۱ قطعنامه ای مبنی بر عدم استفاده از مخفف بی آر دی در کتاب‌های درسی مدرسه و کارهای نقشه‌برداری برای درس‌های مدرسه. این تصمیم متعاقباً توسط ایالت‌های فدرال جداگانه از طریق انتشار در روزنامه‌های رسمی آنها، از جمله در بادن-وورتمبرگ در تاریخ ۱۴، در قوانین ایالتی اجرا شد. آوریل ۱۹۸۱ و در Schleswig-Holstein در ۴. اوت 1981.
نظر رسمی در مورد FRG یکی از معدود مواردی است (همچنین رجوع کنید به املاح) که در آن تلاش شد تا به این طریق مستقیماً در استفاده از زبان آلمانی فدرال مداخله شود.
در دهه ۱۹۸۰، در رابطه با ماجرای فلیک «جمهوری خریداری شده»، این مخفف همچنین با عبارت جدلی سیاسی «جمهوری موز آلمان» همراه بود.

### مخفف جمهوری دموکراتیک آلمان
در جمهوری دموکراتیک آلمان، جمهوری فدرال عمدتاً در دو دهه اول تقسیم آلمان، آلمان غربی نامیده می‌شد؛ بنابراین، رهبری SED از نامگذاری رسمی جمهوری فدرال آلمان اجتناب کرد. به همین دلیل، اصطلاحات «جمهوری فدرال آلمان غربی» و «جمهوری فدرال آلمان» (DBR) گاهی در نامه‌های رسمی استفاده می‌شد. مهم‌تر از همه، تشبیه با نام دولتی جمهوری دموکراتیک آلمان (GDR) به منظور تأکید بر نظریه دو دولتی که توسط اتحاد جماهیر شوروی فرض شده بود و برای باز نگه داشتن واژه آلمان برای یک ملت کاملاً آلمانی مورد توجه قرار گرفت. به عنوان انعکاسی به این واقعیت که این نام در آن زمان توسط سیاستمداران اخراج شده در جمهوری فدرال نیز استفاده می‌شد، دولت فدرال "جمهوری فدرال آلمان" را در دستورالعمل‌های تعیین خود در سال ۱۹۶۱ به عنوان "همتای اصطلاحی "نظریه دو دولت" معرفی کرد. که این نام را "نادرست" کرد و مارک "به هر قیمتی از آن اجتناب کرد".
ادبیات آلمان شرقی نیز این نام را برگزید. با این حال، این در سال ۱۹۶۸ با اجرایی شدن قانون اساسی جدید جمهوری دموکراتیک آلمان که با آن جمهوری دموکراتیک آلمان با هدف اتحاد مجدد خداحافظی کرد، تغییر کرد. از آن زمان، اختصار بی آر دی به‌طور رسمی در GDR برای جمهوری فدرال علاوه بر نام رسمی ایالت جمهوری فدرال آلمان استفاده شده است. این اصطلاح در استفاده عمومی نیز گسترش یافت.

### موافقت با اختصارات آلمانی فدرال
در ایالت‌های فدرال قدیمی، اختصارات BR Germany همچنین BRep Germany), BR Dt. , BR Dtl, بی آر دیt. , BRep. آلمان، BRep. آلمان، B'Rep. آلمانی، B.Rep. آلمانی، BRep. D, BR Dtld. یا گهگاه - تا آنجا که مربوط به زمینه است - به سادگی BRep. و Dtld. ارجح؛ استفاده رسمی از مخفف "بی آر دی" مورد نظر بوده و نیست (همچنین به بخش " استفاده فعلی " مراجعه کنید). در کاربرد شفاهی، نام کوتاه جمهوری فدرال برای جمهوری فدرال آلمان رایج بوده و هست.

### علامت ملیت وسیله نقلیه موتوری
این واقعیت که هر دو ایالت آلمان از کد ملیت D استفاده می‌کردند منجر به نامگذاری همین نام توسط مجله تلویزیونی آلمان غربی با مشخصه D در سال ۱۹۷۱ شد.
به منظور «تأکید بر استقلال آنها»، GDR پلاک D را از ۰۱٫۰۱ جایگزین کرد. ژانویه ۱۹۷۴ با کد ملیت DDR. در نتیجه، گروه‌های چپ در جمهوری فدرال، به‌ویژه حزب کمونیست آلمان (DKP) از هواداران خود خواستند که کد ملیت «متکبرانه» D را که با نام «علامت D» نیز شناخته می‌شود، در وسایل نقلیه موتوری خود جایگزین کنند در چنین مواردی، گاهی اخطارهای جریمه در جاده‌های عمومی توزیع می‌شد که با این واقعیت توجیه می‌شد که برچسب "بی آر دی" با نشانگر ملیت خارجی اشتباه گرفته می‌شد. از سوی دیگر، در پاییز ۱۹۸۹، شهروندان جمهوری دموکراتیک آلمان تلاش خود را برای وحدت ملی با تبدیل علامت GDR به علامت D با حذف حرف اول و آخر ابراز کردند.

### اختصارات بین‌المللی
در سطح بین‌المللی، اختصارات مربوط مانند FRG (برای جمهوری فدرال آلمان) در انگلیسی و RFA (République Fédérale d'Allemagne) در فرانسه رایج بوده و گاهی رایج هستند. مخفف روسی ФРГ (برای Федеративная Республика Германия, Federativnaja Respublika Germanija) هنوز هم امروزه بسیار رایج است.
اختصارات مختلفی برای آلمان متحد رایج است:
- د: به عنوان علامت ملیت وسیله نقلیه موتوری و علامت ثبت هواپیمای مدنی،
- DE (کنار کد کشور DEU استاندارد بین‌المللی ISO 3166): در اینترنت و آدرس‌های بین‌المللی (به عنوان مثال. ب. در بارنامه‌های هوایی)
- GER (مخفف تیم رسمی IOC ; لاتین: Germania): در رویدادهای ورزشی بین‌المللی.

## استفاده امروزی
از پایان جنگ سرد در اواخر ۲۰ قرن و با اتحاد مجدد آلمان، بحث در مورد مخفف بی آر دی جذابیت خود را از دست داد. از دهه ۱۹۹۰، فرهنگ لغت Duden "FRG" را با "جمهوری فدرال آلمان" یکی دانسته است، در حالی که اشاره می‌کند که این یک "اختصار غیر رسمی" است. از آن زمان، آژانس فدرال آموزش مدنی، که زیرمجموعه وزارت کشور فدرال است، گهگاه از علامت اختصاری بی آر دی که در گذشته بدون مناقشه نبود، در وب سایت‌های خود و هنگام انتشار نشریات علمی این مخفف نیز به‌طور منظم در رسانه‌ها استفاده می‌شود، به عنوان مثال در فرانکفورتر آلگماینه زایتونگ، در زوددویچه تسایتونگ یا در جهان، حتی اگر اکنون به آلمان متحد اشاره داشته باشد.
اصطلاح «FRG قدیمی» از حدود سال ۲۰۰۰ به عنوان اشاره ای به جمهوری فدرال آلمان قبل از سال ۱۹۹۰ در رسانه‌ها ظاهر شد، که نه تنها از نظر جغرافیایی، بلکه از نظر اقتصاد بازار اجتماعی نیز با جمهوری فدرال قرن بیست و یکم متفاوت بود. بسیاری از شرکت‌هایی که به نیازهای مردم خدمت می‌کنند، هنوز خصوصی نشده‌اند، اما دارای مالکیت فدرال، ایالتی یا شهرداری هستند (مثلاً. B. دویچه باندزپست Bundesbahn، بیمارستان‌ها).

## استفاده از جناح راست افراطی
افراط‌گرایان راست مانند هورست مالر و ناسیونالیست‌ها در برخی از موارد از علامت اختصاری بی آر دی استفاده می‌کنند تا نشان دهند که از دیدگاه آنها، جمهوری فدرال آلمان تنها بخشی از آلمان را در بر می‌گیرد (که در محدوده مرزهای ۱۹۳۷ قرار دارد). معاهده مرزی آلمان و لهستان به سرزمین‌های شرقی سابق آلمان در سال ۱۹۹۰ - و از طرف دیگر یک کشور مستقل نیست، بلکه صرفاً یک «شکل سازمانی یک روش قدرت‌های دشمن رایش آلمان» (OMF-بی آر دی) است - بر اساس اصطلاح "شکل سازمانی یک روش حاکمیت خارجی " که توسط کارلو اشمید در سال ۱۹۴۸ ابداع شد. علاوه بر این، از این مخفف در نمایندگی‌هایی استفاده می‌شود که جمهوری فدرال را به عنوان یک دولت غیرقانونی می‌بینند که حکومت آن با به اصطلاح "دولت‌های موقت رایش " در تضاد است، به عنوان مثال به عنوان "بی آر دی GmbH".

## مشاجره مشابه
یک بحث ایدئولوژیک قابل مقایسه در مورد اصطلاحات برلین (غربی)، برلین غربی و برلین غربی با مخفف WB وجود داشت. ساخت براکت مورد استفاده در برلین (غرب) و جمهوری فدرال آلمان ("آلمان غربی") برای روشن کردن وحدت شهر برلین بود که به دو بخش تقسیم شد. جمهوری دموکراتیک آلمان تلاش کرد تا تصوری از یک جغرافیای مستقل ایجاد کند (مانند هند غربی) و منطقه سیاسی («واحد سیاسی مستقل برلین غربی»)، و برای محدود کردن آن از برلین، پایتخت جمهوری دموکراتیک آلمان.
همچنین بحث سیاسی در مورد واژه آلمان غربی و همچنین با توجه به اینکه جمهوری دموکراتیک آلمان نمی‌تواند کشوری خارجی برای جمهوری فدرال باشد و همچنین در مورد مخفف GDR که در پرس اسپرینگر قبل از ۲. اوت 1989 فقط در گیومه استفاده شد.